# Giftsnokar
Giftsnokar (Elapidae) kallas den 200 arter stora familjen som är farligast av alla ormar, detta eftersom nästan alla arter har nervgift. Till de mest kända giftsnokarna hör kobraarterna, mamborna, korallormarna och taipanerna. 
Små medlemmar som släktet Drysdalia blir ungefär 16 cm långa och stora arter kan vara 6 meter långa. Giftet överföras med ihåliga hörntänder.
Arterna förekommer främst tropikerna och subtropikerna. Några familjemedlemmar besöker Indiska oceanen eller Stilla havet.
Giftsnokar finner man i världsdelars varma områden, dock med undantag för Europa. Det årliga antalet dödsfall orsakade av giftsnoksbett är högst i utvecklingsländer, eftersom den medicinska behandlingen inte är omfattande. Giftet hos denna ormgrupp är generellt mycket skadligt för människor: en dos på 80 mg ormgift kan vara dödligt. 
Kännetecknande för giftsnokar (dock med undantag för den så kallade dödsormen) är att de är slanka, har smala plåtförsedda huvuden och ofta är nattaktiva. Giftet används för att skada bytet samt i försvarssyfte.